# Distrito electoral local 16 de Tabasco
El Distrito Electoral Local 16 de Tabasco es uno de los 21 Distritos Electorales en los que se encuentra dividido el territorio del estado de Tabasco. Su cabecera es la ciudad de Huimanguillo, en el municipio de Huimanguillo, Tabasco.
Desde la redistritación de 2016 está formado por 67 secciones electorales ubicadas en el municipio de Huimanguillo.

## Distritación actual

### Distritación electoral de 2016
El 30 de noviembre de 2016, el acuerdo del Consejo Estatal del Instituto de Electoral y de Participación Ciudadana de Tabasco determinó establecer la cabecera del Distrito Electoral Local 16 de Tabasco en la ciudad de Huimanguillo, en el municipio de Huimanguillo, Tabasco y conformarlo de la siguiente manera:
- Municipio de Huimanguillo: 67 secciones electorales; de la 684 a la 698, de la 725 a la 726, 728,730, de la732 a la 735, y de la 737 a la 780.

## Distritaciones anteriores

### Distritación electoral de 1996
La distritación electoral local de 1996 estableció el distrito en el municipio de Tacotalpa y su cabecera distrital en la cabecera municipal, Tacotalpa.

### Distritación electoral de 2002
La redistritación de 2002 mantuvo el distrito en el municipio de Tacotalpa, con cabecera distrital en la cabecera municipal, Tacotalpa.

### Distritación electoral de 2011
El acuerdo del Consejo Estatal del Instituto de Electoral y de Participación Ciudadana de Tabasco (IEPCT) publicado en el Periódico Oficial del Estado de Tabasco, el 24 de noviembre de 2011 estableció que el Distrito Electoral Local 16 de Tabasco tuviera cabecera en la ciudad de Huimanguillo,  y cambió su ubicación al municipio de Huimanguillo.

## Diputados por el distrito
| Diputado                      | Partido por el que fue electo (a)                                                                                          | Grupo Parlamentario                  | Legislatura       | Periodo                                           | Cabecera Distrital |
| ----------------------------- | --- | ------------------------------------ | ----------------- | ------------------------------------------------- | ------------------ |
| Jorge Luis Iza Ramírez        | Partido Revolucionario Institucional                                                                                       | Partido Revolucionario Institucional | LVI Legislatura   | 1 de enero de 1998 - 31 de diciembre de 2000      | Tacotalpa          |
| Pedro Palomeque Calzada       | Partido Revolucionario Institucional                                                                                       | Partido Revolucionario Institucional | LVII Legislatura  | 1 de enero de 2001 - 31 de diciembre de 2003      | Tacotalpa          |
| Maricruz Román Álvarez        | Coalición Alianza para Todos Partido Revolucionario Institucional Partido Verde Ecologista de México                       | Partido Revolucionario Institucional | LVIII Legislatura | 1 de enero de 2004 - 31 de diciembre de 2006      | Tacotalpa          |
| Ulises Solís García           | Partido Revolucionario Institucional                                                                                       | Partido Revolucionario Institucional | LIX Legislatura   | 1 de enero de 2007 - 31 de diciembre de 2009      | Tacotalpa          |
| Alterio Ramos Pérez Pérez     | Partido de la Revolución Democrática                                                                                       | Partido de la Revolución Democrática | LX Legislatura    | 1 de enero de 2010 - 31 de diciembre de 2012      | Tacotalpa          |
| Noé Daniel Herrera Torruco    | Coalición Movimiento Progresista por Tabasco Partido de la Revolución Democrática Partido del Trabajo Movimiento Ciudadano | Partido de la Revolución Democrática | LXI Legislatura   | 1 de enero de 2013 - 31 de diciembre de 2015      | Huimanguillo       |
| Charles Méndez Martínez       | Partido de la Revolución Democrática                                                                                       | Partido de la Revolución Democrática | LXII Legislatura  | 1 de enero de 2016 - 4 de septiembre de 2018      | Huimanguillo       |
| Karla María Rabelo Estrada    | Movimiento Regeneración Nacional                                                                                           | Movimiento Regeneración Nacional     | LXIII Legislatura | 5 de septiembre de 2018 - 4 de septiembre de 2021 | Huimanguillo       |
| Diana Laura Rodríguez Morales | Movimiento Regeneración Nacional                                                                                           | Movimiento Regeneración Nacional     | LXIV Legislatura  | Por iniciar                                       | Huimanguillo       |